# Родюково
Родюко́во (рос. Родюково, марій. Родюк) — присілок у складі Гірськомарійського району Марій Ел, Росія. Входить до складу Усолинського сільського поселення.

## Населення
Населення — 11 осіб (2010; 9 у 2002).
Національний склад (станом на 2002 рік):
- марі — 56 %
- гірські марійці — 44 %